# Алекс Бієга
Олександр Бієга — канадський юрист і письменник. Він був президентом Комісії сторіччя українців Канади — Квебеку і автором дослідження «The Ukrainian Experience in Quebec» (Український досвід у Квебеку, Торонто, Basilian Press, 1994).

## Життєпис
Олександр був сином Петра Бієги, українського емігранта, який оселився в Канаді. У 1949 році Алекс Бієга був запрошений до адвокатури Квебеку і працював адвокатом у кримінальних справах у Монреалі, Квебек.
У 1994 році його книжка «Український досвід у Квебеку» (написана у співавторстві з Мирославом Дяковським) була опублікована у видавництві Basilian Press французькою та англійською мовами.
Бієга помер у вересні 2004 року у віці 82 років.